# Tiểu Trương hậu
Trương hoàng hậu (tiếng Trung: 張皇后; ? - ?), không rõ tên thật, là hoàng hậu thứ hai của Hán Hậu Chủ Lưu Thiện nhà Quý Hán thời Tam Quốc trong lịch sử Trung Quốc. Trương hoàng hậu thường gọi là Tiểu Trương hậu (小張后) để phân biệt với chị gái, cũng là hoàng hậu của Hậu Chủ.

## Tiểu sử
Trương hoàng hậu quê ở, quận Trác, U Châu, là con gái thứ của Trương Phi, danh tướng khai quốc Quý Hán. Mẹ của Trương hoàng hậu là cháu gái của Hạ Hầu Uyên
Tháng 6 năm 237, chị gái của bà là Trương hoàng hậu qua đời. Cùng năm, Hậu Chủ nạp Trương thị vào cung, sắc phong làm quý nhân.
Tháng 1 năm 238, Trương quý nhân được sắc phong làm hoàng hậu. Sách thư viết: Trẫm thừa tự nghiệp lớn, quân lâm thiên hạ, chấp chưởng xã tắc. Nay lập quý nhân thành hoàng hậu, đặc phái Hành thừa tướng sự, Tả tướng quân Hướng Lãng cầm tiết đến trao ấn thụ. Quản lý việc nội cung, lại kính cẩn thờ tự, hoàng hậu cung kính mà nhận lấy!
Năm 263, Quý Hán diệt vong. Năm 264, Trương hậu cùng Hậu Chủ đến Lạc Dương. Hậu Chủ bị Tư Mã Chiêu phong làm An Lạc công, Trương hậu là công quốc phu nhân. Hậu sự không rõ.'
Lưu Thiện có bảy con trai và ít nhất hai con gái, tuy nhiên sử liệu không ghi chép rõ các hoàng tử và công chúa là con của phi tần nào.

## Trong văn hóa
Trương hoàng hậu không xuất hiện trong tiểu thuyết Tam quốc diễn nghĩa của La Quán Trung, mà chủ yếu được biết đến qua một số trò chơi điện tử. Trong trò chơi Tam quốc quần anh truyện (三国群英传), Trương hoàng hậu được để tên là Trương Yến Yến (張燕燕). Nhân vật Trương Tinh Thái trong trò chơi điện tử Dynasty Warriors được dựa trên hai chị em Trương hậu.